# Martina Jakubšová
Martina Jakubšová est une joueuse tchèque de volley-ball née le 14 juin 1988 à Ostrava. Elle mesure 1,85 m et joue réceptionneuse-attaquante. Elle totalise 21 sélections en équipe de République tchèque.

## Clubs
| Club                   | Pays         | De        | À         |
| ---------------------- | ------------ | --------- | --------- |
| TJ Mittal Ostrava      | Rep. tchèque | 2001-2002 | 2006-2007 |
| PVK Olymp Praha        | Rep. tchèque | 2007-2008 | 2010-2011 |
| SV Sinsheim            | Allemagne    | 2011-2012 | 2011-2012 |
| TJ Sokol Frýdek-Místek | Rep. tchèque | 2012-2013 | …         |

## Palmarès
- Championnat de République tchèque
  - Vainqueur : 2008.
- Coupe de République tchèque
  - Finaliste : 2008.